# Gellértberg

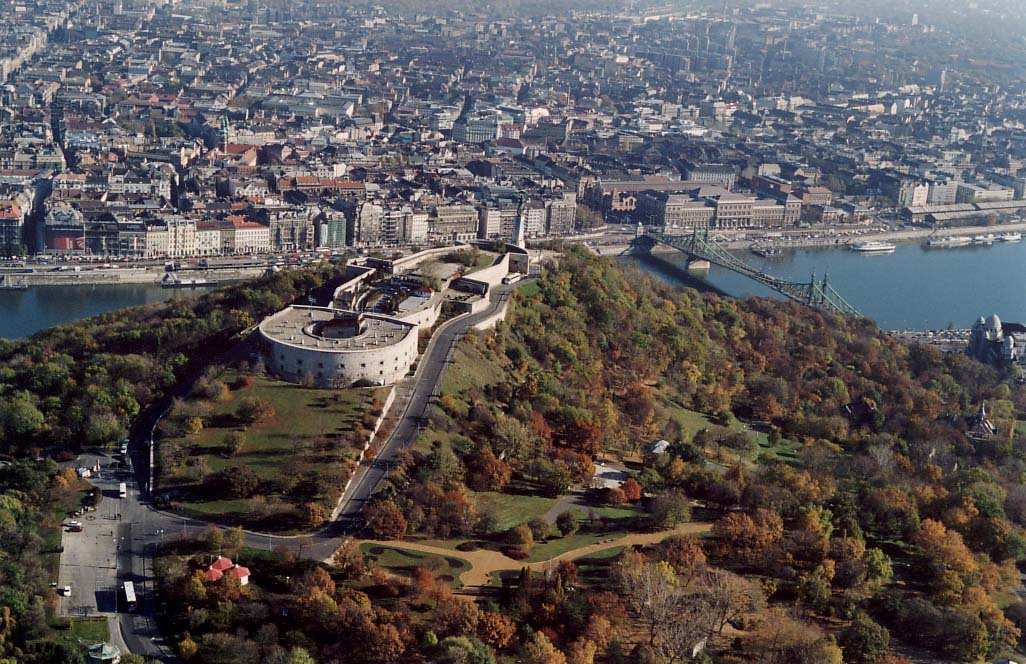
De Gellértberg met de citadel

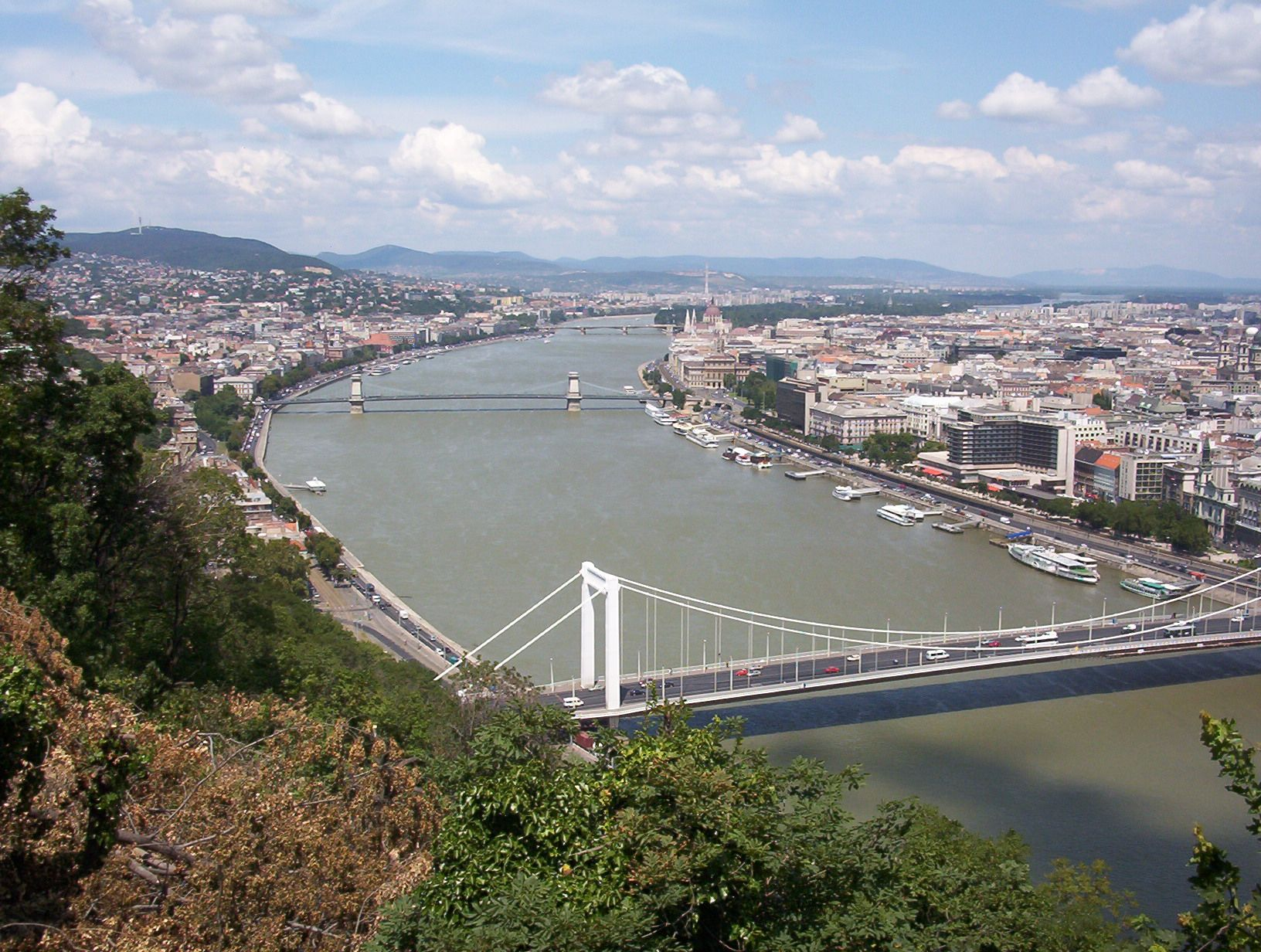
Uitzicht over Boedapest vanaf de Gellértberg

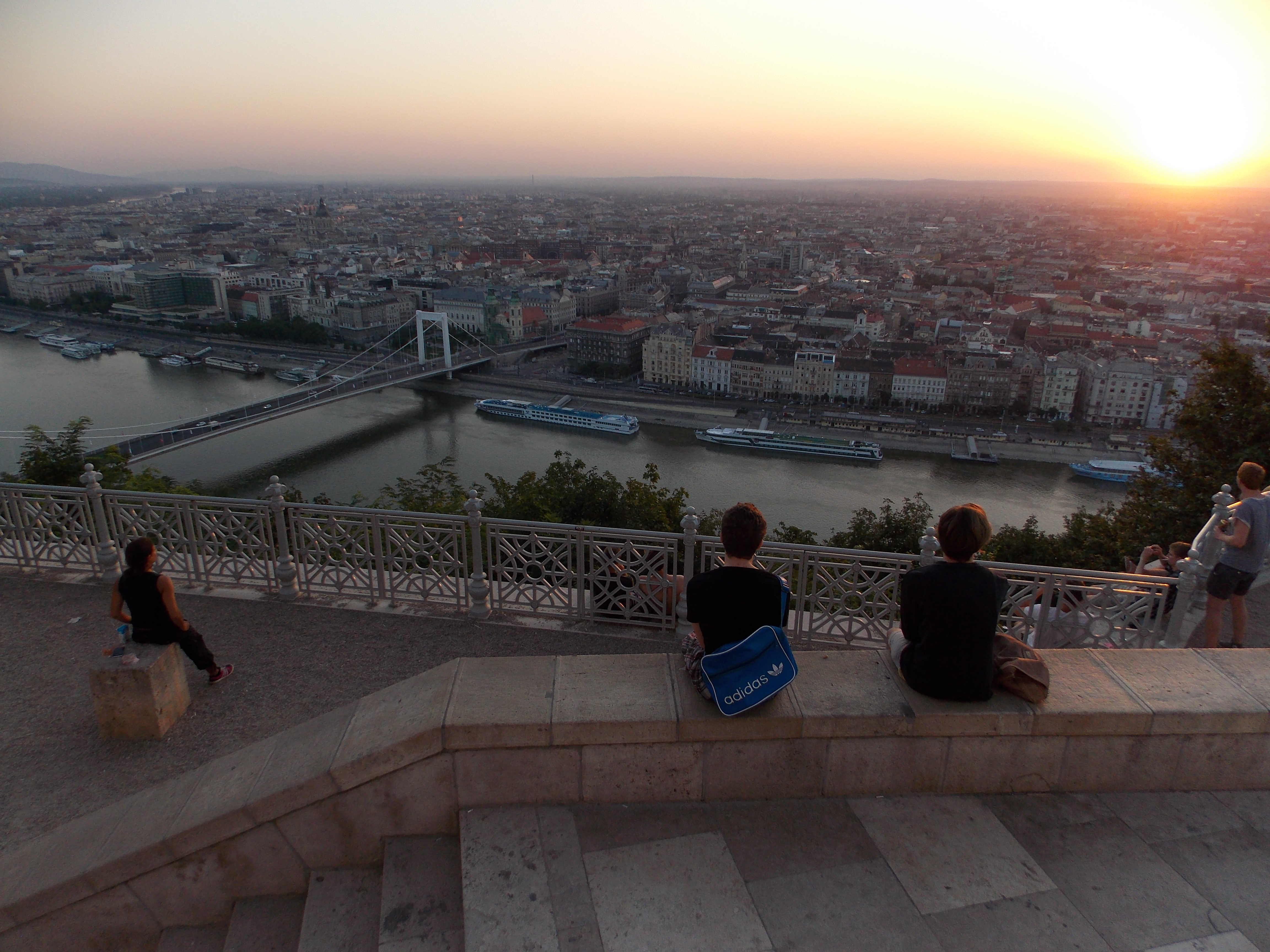
Uitzicht over Boedapest vanaf de Gellértberg

De Gellértberg (Hongaars: Gellért-hegy) is een berg in de Hongaarse hoofdstad Boedapest, gelegen aan de kant van Boeda in District I. De berg draagt de naam van de heilige Gellért, die hier de marteldood vond. De Gellértberg of heuvel (235 m hoog) ligt tussen de Vrijheidsbrug en de Elisabethbrug en aan de Hegyalja út. Aan de oostkant van het bergplateau is de Citadel van Boeda.

## Geschiedenis en beelden
De naam Gellért stamt van bisschop Gerardus (Gerhard, Gerard), een Venetiaan die geestelijk adviseur was van de eerste christelijke Hongaarse koning Stefanus I van Hongarije. De opstandige heidense Magyaren (Hongaren) zouden hem hier in 1046, na de dood van koning Stefan I, hebben vermoord. Op de plaats waar Gellért – vermoedelijk in een met spijkers dichtgemaakt vat – van de rotswand naar beneden werd gegooid, plaatste men in 1904 een beeld van hem. Hij houdt in de rechterhand het kruis en aan zijn voeten knielt een bekeerde heiden. Szent Gellért lijkt de stad Boedapest te zegenen.
Vlak eronder is een waterval aangebracht die ontspringt vanuit een natuurlijke bron. Het bekken waar het water in valt, is rood gekleurd, waardoor het water bloedkleurig lijkt, als het bloed dat de Heilige Gellért daar heeft vergoten.